# A-Jax
Gli A-Jax (에이젝스?) sono un gruppo musicale sudcoreano formatosi nel 2012 sotto contratto con la DSP Media.

## Formazione
Ex-membri
- Kim Do-woo – leader, rap (2012-2019)
- Maeng Yoon-young – voce (2012-2019)
- Ham Seung-jin – rap (2012-2019)
- Seungyub – voce (2012-2019)
- Jo Joong-hee – voce (2012-2019)
- Seo Jae-hyung – voce (2012-2016)
- Moon Ji-hu – voce (2012-2016)
- Park Sung-min – voce (2012-2019)

## Discografia

### EP
- 2012 – 2MYX
- 2013 – Insane
- 2013 – Snake